# Cực giá lạnh

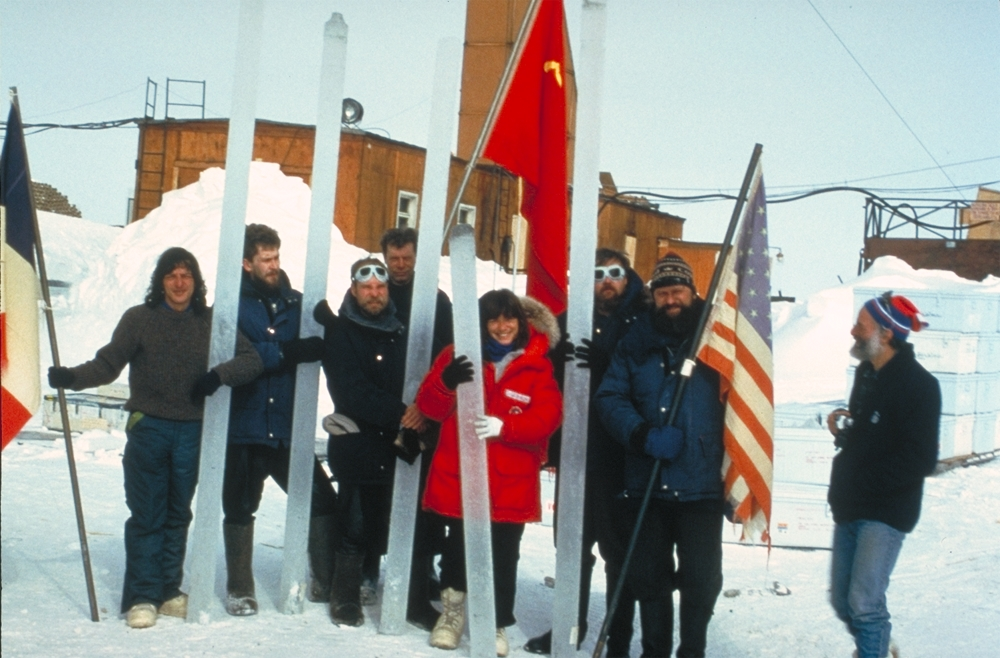
Trạm Phương Đông, nơi đã đo được nhiệt độ thấp nhất

Cực giá lạnh là một điểm trên bán cầu Bắc hoặc bán cầu Nam mà nhiệt độ không khí cực tiểu đã từng được ghi nhận.

## Cực giá lạnh Nam
Trên bán cầu Nam thì cực giá lạnh nằm gần trạm Nam cực Sa-iu-dơ (gần Vostok), nơi mà vào ngày 21 tháng 7 năm 1983 đã ghi nhận được nhiệt độ thấp nhất trên Trái Đất là -89,3°C.

## Cực giá lạnh Bắc

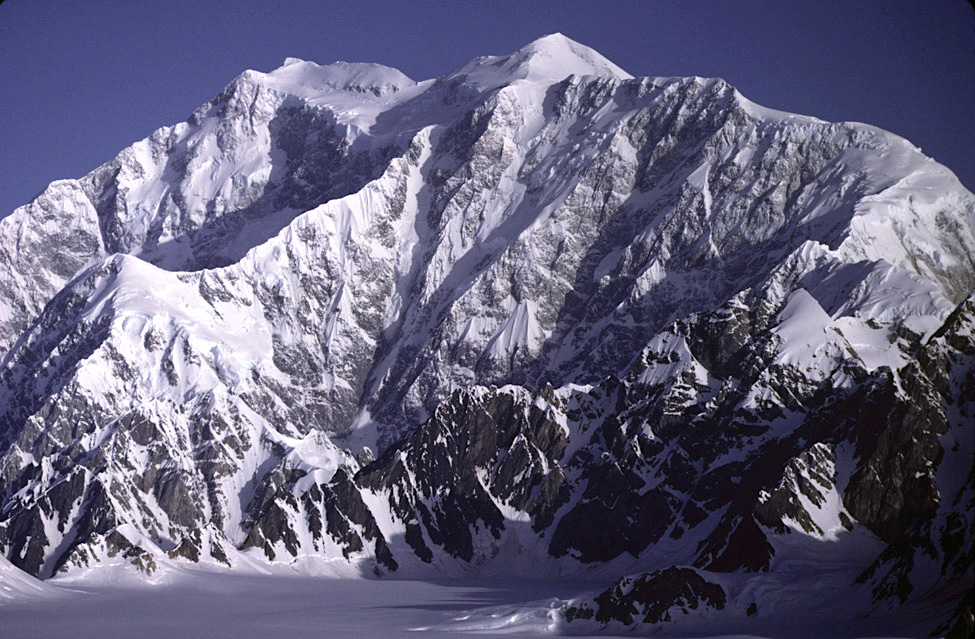
Núi Logan, nơi ghi được nhiệt độ -77.5 °C

Trên bán cầu Bắc thì cực giá lạnh nằm tại miền Siberia, gần thành phố Oymyakon, nơi có nhiệt độ thấp nhất là -77,8 °C đã được ghi nhận vào ngày 26 tháng 1 năm 1938.
Tại núi Logan, Canada ngày 26 tháng 5 năm 1991, người ta đã đo được nhiệt độ trên đỉnh núi với độ cao 5959 mét là -77.5 °C (-106.6 °F)
Thông thường thì người ta hay dùng khái niệm điểm cực giá lạnh trong khuôn khổ cho mỗi quốc gia. Ví dụ như: Tại Ba Lan thì điểm cực giá lạnh nằm tại Suwałki, nơi có nhiệt độ không khí trung bình trong mùa đông thấp nhất. Nhưng nhiệt độ không khí trong ngày đạt cực tiểu (-41 °C, vào ngày 11 tháng 1 năm 1940) lại được ghi nhận tại Siedlce, là một vùng khác cách xa Suwałki gần 100 km.